# Mrągowo
Mrągowo é um município da Polônia, na voivodia da Vármia-Masúria e no condado de Mrągowo. Estende-se por uma área de 14,81 km², com 21 952 habitantes, segundo os censos de 2016, com uma densidade de 1482,2 hab/km².